# Епархия Нневи
Епархия Нневи (лат. Dioecesis Nneviensis) — епархия Римско-Католической церкви c центром в городе Нневи, Нигерия. Епархия Нневи входит в митрополию Оничи. Кафедральным собором епархии Нневи является церковь Успения Пресвятой Девы Марии.

## История
9 ноября 2001 года Святой Престол учредил епархию Нневи, выделив её из архиепархии Оничи.

## Ординарии епархии
- епископ Hilary Paul Odili Okeke (9.11.2001 — по настоящее время).

## Источник
- Annuario Pontificio, Libreria Editrice Vaticana, Città del Vaticano, 2003, ISBN 88-209-7422-3
- Булла Catholicum nomen  (лат.)